# Léo Moulin
Léo Moulin (Brussel, 1906 - 8 augustus 1996) was een Belgische socioloog, gastronoom en schrijver.

## Levensloop
Van bescheiden komaf (zijn vader was spoorwegarbeider en vakbondsafgevaardigde) maar een intellectuele hoogvlieger, studeerde Moulin aan de ULB, waar hij doctor in de letteren en licentiaat in de sociologie werd. Hij gaf daarop verschillende jaren les in het Atheneum van Ukkel en militeerde binnen de Belgische Werkliedenpartij. Hij studeerde ook nog, als bursaal van de stichting Jan Jacobs, in Bologna en bij zijn terugkeer werd hij docent aan de ULB. Daar richtte hij ook de vrijzinnige studentenvereniging en latere loge Le Libre Examen (n° 1) Bruxelles op.
Hij kreeg nationale bekendheid toen hij in 1931 naar het fascistische Italië trok met pamfletten die het fascisme hekelden. De Italiaanse politie schaduwde Moulin echter en hield hem net voor zijn terugkeer naar België op het perron van het station Station Milano Centrale aan. In een dubbele bodem van zijn koffer werden pamfletten gevonden, samen met brieven van lokale antifascisten bestemd voor Italiaanse antifascistische bannelingen in Brussel, de zogenaamde fuorusciti die lid waren van de antifascistische verzetsgroep Giustizia e Libertà en onder leiding stonden van Giovanni Bassanesi.
Moulin moest als een van de weinige niet-Italianen voor het Tribunale Speciale per la Difesa dello Stato verschijnen, de uitzonderingsrechtbank van het fascistische regime. Hij werd veroordeeld tot twee jaar cel en werd na 13 maanden vrijgelaten, na een hevige campagne in België. Deze campagne werd gevoerd door linkse middens rond de  ULB en de vrijmetselarij, met name door de Loge (vrijmetselarij) Les Amis Philanthropes nº 2 Bruxelles, waarvan Moulin samen met minister van Buitenlandse Zaken Paul Hymans lid was. De dertien maanden gevangenschap bracht Moulin voor het grootste gedeelte door in de Regina Coeli-gevangenis in Rome, waar hij naar eigen zeggen vooral het werk van Dante Alighieri bestudeerde. Uiteindelijk waren het de Belgische diplomaten Albert de Ligne en Alexandre Paternotte de la Vaillée (sr.) die Moulin vrij kregen. 
Moulin werd een volgeling van de socialistische ideoloog Hendrik De Man, en bleef hem ook na 1940 trouw, wat hem na de oorlog een epuratiedossier opleverde en een verwijdering uit het professorenkorps van de ULB kostte. Hij nam toen afstand van de vrijmetselarij waar hij voordien een actief lid van was geweest.

### Na de oorlog
Moulin hernam na een paar jaar zijn academische loopbaan en werd hoogleraar aan de Katholieke Universiteit Leuven en aan de Facultés Universitaires Notre-Dame de la Paix in Namen. Hij doceerde ook vele jaren aan het Europacollege in Brugge. Hij was lange tijd hoofdredacteur van de Franstalige uitgave van het tijdschrift voor politicologie Res Publica.
Stilaan werd Moulin een groot kenner van de middeleeuwen, meer bepaald van de monastieke geschiedenis. Als agnost schreef hij toonaangevende werken over de monniken, de heilige Benedictus, de middeleeuwse universiteiten enz. Hij ontpopte zich ook tot een eminente gastronoom, die zijn actuele tafelgenoegens en ervaring koppelde aan zijn erudiete kennis over de eet- en drinkgewoonten doorheen de eeuwen.
Leo Moulin was getrouwd met de dichteres Jeanine Moulin (1912-1998). Hun zoon was Marc Moulin (1942-2008), die naam maakte als jazzmuzikant en radioman.

## Publicaties
- De Robespierre à Lénine, Labor, 1937
- Histoire des temps modernes
- Du Traité de Versailles à l'Europe d'aujourd'hui 1919-1939, Ed. Ouvrières, Bruxelles, 1939
- Socialism of the West: An Attempt to Lay the Foundations of a New Socialist Humanism, Victor Gollancz, London, 1948.
- Le monde vivant des religieux, Dominicains, Jésuites, Bénédictins..., Calmann Lévy, 1964.
- La société de demain dans l'Europe d'aujourd'hui, Denoël, 1966.
- L’Aventure européenne. Introduction à une sociologie du développemnet économique de l'Occident , de Tempel, Brugge,1972.
- La Vie quotidienne des religieux au Moyen Âge (prix de l’Académie française), Hachette, 1978.
- La Nouvelle Trahison des clercs, in La Revue générale,1978.
- Saint Benoît, père de l'Occident , Zodiaque, 1980.
- Ces Belges reflets de la Belgique, Sequoia, 1980.
- "Nous, rois des Belges.", 1831-1981, 150 ans de monarchie constitutionnelle., (Molitor André, Van Den Abeelen Georges, Moulin Léo et alii), Ed. Crédit Communal de Belgique, 1981.
- L'Europe à table, Sequoia, 1975
- Europa aan tafel, Sequoia, 1975 (heruitgave 2002)
- La Belgique à table, Exco Books, Anvers, 1979
- La Gauche, la droite et le péché originel, Librairie des Méridiens, Paris, 1984.
- L'Europe des monastères , (Newman John-Henry, Oursel Raymond, Moulin Léo), Zodiaque, 1988.
- Aux racines profondes de l'Europe , Fondation Jean Monet, 1988.
- Les Liturgies de la table. Une histoire culturelle du manger et du boire, Albin Michel - Mercatorfonds, 1988.
- Les universités catholiques en Europe. études et prospectives, (Stanisaw Grygiel, Léo Moulin, Gérard Defois, et al.), Ed. Universitaires, 1990.
- La vie des étudiants au Moyen Age , Albin Michel, 1991.
- Libre parcours - Itinéraire spirituel d'un agnostique , Racine, 1995.
- Moi et les autres - Petit traité de l'agressivité au quotidien , 1996.